# Anti-Monopoly Party
Die Anti-Monopoly Party (engl. für Anti-Monopol-Partei) war eine politische Partei in den Vereinigten Staaten, die in den 1870er und 1880er Jahren in mehreren Bundesstaaten aktiv war. Auf Bundesebene wurde sie am 14. Mai Jahre 1884 in Chicago gegründet.
Vor dieser Konvention in Chicago gab es bereits Anti-Monopoly-Parteien, die auf der staatlichen Ebene operierten, vor allem in Kalifornien und New York. Deren Plattformen ähnelten denen anderer Parteien, die als progressiv eingeordnet wurden. Die Partei forderte die Direktwahl der Senatoren, eine progressive Einkommensteuer, Rechte für Gewerkschaften und Verschärfung des Kartellrechts (vor allem Monopolverbote).
Der ehemalige General der Unions-Armee und Gouverneur von Massachusetts, Benjamin Franklin Butler, wurde als Präsidentschaftskandidat für die Wahlen von 1884 nominiert. So wie die United States Greenback Party sprach sich die AMP für die Wahl Butlers aus. Beide Parteien nominierten Absolom M. West aus Mississippi für das Amt des Vizepräsidenten. Butler erhielt 175.370 Stimmen bei der Wahl, wobei die Anti-Monopoly Party nicht mehr lange nach der Wahl bestand. Viele Forderungen der beiden Parteien wurden später umgesetzt.

## Gewählte Vertreter
Ein Mitglied der Anti-Monopoly Party wurde in den US-Senat gewählt und eines ins Repräsentantenhaus der Vereinigten Staaten:
- Newton Booth, Senator aus Kalifornien.  Er saß im 44., 45. und 46. Kongress der USA (1875–1881).
- Benjamin F. Shively, Abgeordneter aus Indianas 13. Kongresswahlbezirk, war im 48. Kongress zwischen dem 4. März 1883 und dem 3. März 1885 vertreten.